# Ясеновці
Ясеновці (словац. Jasenovce) — село в Словаччині, Врановському окрузі Пряшівського краю. Розташоване в східній частині Словаччини в південній частині Низьких Бескидів в долині притоки Ольки, на східному березі водосховища Велика Домаша.
Уперше згадується у 1543 році. 
У селі є римо-католицький костел в стилі класицизму (1788).

## Населення
| Рік:            | 1993 | 2003     | 2013    | 2023    |
| --------------- | ---- | -------- | ------- | ------- |
| Кількість осіб: | 202  | 225      | 226     | 210     |
| Різниця:        |      | +11,38 % | +0,44 % | -7,07 % |

| Рік:            | 2022 | 2023    |
| --------------- | ---- | ------- |
| Кількість осіб: | 213  | 210     |
| Різниця:        |      | -1,40 % |

У селі проживає 221 особа.
Національний склад населення (за даними перепису 2001 року):
- словаки — 97,46 %,
- українці — 0,85 %,
- чехи — 0,42 %.

Склад населення за приналежністю до релігії станом на 2001 рік:
- римо-католики — 94,07 %,
- греко-католики — 2,54 %,
- не вважають себе вірянами або не належать до жодної конфесії — 2,96 %.